# TCL Technology
TCL Technology (TCL; chiń. TCL科技) – korporacja międzynarodowa z siedzibą główną w Huizhou, w prowincji Guangdong w ChRL, działająca w branży elektronicznej. Producent sprzętu RTV i AGD oraz urządzeń mobilnych, w tym telefonów komórkowych i tabletów. W 2010 r. TCL było 25. pod względem wielkości producentem elektroniki dla konsumentów i szóstym co do wielkości producentem telewizorów (po Samsungu, LG, Sony, Panasonicu i Sharpie), natomiast w 2018 była marką numer 2 na świecie (zaraz po Samsungu) w liczbie sprzedanych telewizorów.
Firma posiada montownię telewizorów LCD w Żyrardowie, a także centrum badawcze w Warszawie, zajmujące się głównie technologią sztucznej inteligencji.